# 小行星2548
小行星2548（2548 Leloir）是一颗围绕太阳公转的小行星。1975年2月16日，菲利克斯·阿吉拉爾天文台在圣胡安省发现了此天体。
該小行星以法裔阿根廷生物化學家，1970年諾貝爾化學獎得主卢伊斯·弗德里科·莱洛伊尔命名。
这颗小行星的绝对星等为291.94363等。